# Spuž
 Ovo je glavno značenje pojma Spuž. Za tvrđavu u ovom naselju pogledajte Spuž (tvrđava).
Spuž  je malo gradsko naselje u općini Danilovgrad u Crnoj Gori. Prema popisu iz 2003. bilo je 1529 stanovnika.

## Demografija
U naselju Spuž živi 1096 punoljetnih stanovnika dok presječna starost iznosi 34,2 godina kod muškaraca i žena. U naselju ima 414 domaćinstava, a prosječan broj članova po domaćinstvu je 3,69.
Stanovništvo u ovom naselju veoma je heterogeno, a nakon popisa iz 1971. godine (895 stanovnika) primijećeni su veći porasti u broju stanovnika. 1990.-ih godina porast stagnira da bi ga opet vidjeli tek na popisu iz 2011. godine.